# Johann Gerhard Åberg
Johann Gerhard Åberg (1868-1940) fue un botánico, y briólogo, sueco.
- La abreviatura «Åberg o Aberg» se emplea para indicar a Johann Gerhard Åberg como autoridad en la descripción y clasificación científica de los vegetales.[2]